# Барятинский, Фёдор Петрович Горбун
Фёдор Петрович Барятинский Горбун (? — † 1667) — князь, воевода во времена правления Михаила Фёдоровича и Алексея Михайловича.
Сын князя Петра Андреевича Барятинского.

## Биография
Указано ехать в Торжок собирать дворян и детей боярских и собравши, отвести их к Ржеву, к его дяде, князю Никите Петровичу Барятинскому (сентябрь 1616), который посылает его с отрядом под Дорогобуж, против  полковника Гадуна (ноябрь 1616), но в 15 верстах от этого города полковник Гадун его разбил и Фёдор Петрович прибежал в Дорогобуж. Здесь он прозван Горбунцем. Жилец (1618). Находился при размежевании земель Новгородского уезда со шведскими землями (1618). Дворянин московский (1627-1658). При путешествии Государя в Симонов монастырь, оставался при охране Москвы (июль 1627).  Первый воевода на Таре (1635-1637). Воевода у Орловских ворот (1640). Объезжий голова в Китай-городе (1644). Воевода в Саратове (1648-1650). Отправлял должность по денежному сбору (1656-1658). Воевода в Севске (1658), там же товарищ воеводы, князя Василия Ивановича Хилкова (1659). В Серпухове, Туле и Кашире для высылки московских чинов к Москве, а городовых дворян к своим местам (1664). Воевода в Суздале (1666-1667). Умер (1667), все имения перешли жене, княжне Марии и сыну князю Ивану Фёдоровичу.